# Ai Wu
Ai Wu (Fanhsien, 2 giugno 1904 – Chengdu, 5 dicembre 1992) è stato uno scrittore cinese.
La sua produzione più significativa si colloca negli anni della guerra antigiapponese, con i volumi autobiografici La mia infanzia, La mia giovinezza e numerosi racconti e romanzi che descrivono la dura vita dei contadini. Dopo la guerra si è ispirato alla nuova realtà dell'industrializzazione narrando nel romanzo Acciaio di buona tempra (1958) una vicenda esemplare ambientata in una acciaieria.